# Schizobranchia dubia
Schizobranchia dubia är en ringmaskart som beskrevs av Bush 1905. Schizobranchia dubia ingår i släktet Schizobranchia och familjen Sabellidae. Inga underarter finns listade i Catalogue of Life.